# Ostracion whitleyi
Ostracion whitleyi är en fiskart som beskrevs av Fowler 1931. Ostracion whitleyi ingår i släktet Ostracion och familjen koffertfiskar. Inga underarter finns listade i Catalogue of Life.